# Raudnei Anversa Freire
Raudnei Anversa Freire (født 18. juli 1965) er en tidligere brasiliansk fodboldspiller.